# Vladolinia dolini
Vladolinia dolini är en tvåvingeart som beskrevs av Kameneva 2005. Vladolinia dolini ingår i släktet Vladolinia och familjen fläckflugor.
Artens utbredningsområde är Costa Rica. Inga underarter finns listade i Catalogue of Life.